# Chemin de fer de Recife
 (septembre 2022).
Si vous disposez d'ouvrages ou d'articles de référence ou si vous connaissez des sites web de qualité traitant du thème abordé ici, merci de compléter l'article en donnant les références utiles à sa vérifiabilité et en les liant à la section « Notes et références ».
Le chemin de fer de Recife est une ligne ferroviaire, première étape du réseau régionale, commencé en 1855 et qui fait 125 kilomètres en 1862, dans la région sucrière du nord du Brésil, où elle joue un rôle économique majeur.
Diminuant le coût de moitié par rapport au transport en mules, elle devient le principal moyen de transport du sucre, qui contribue de façon décisive à l’équilibre financier de la ligne. La construction est confiée à une entreprise anglaise.
Dans le Vieux Recife, la "Tour Malakoff" est construite en 1855, au même moment. L'arrière-pays rural est dominé à l'époque par les plantations de canne à sucre,  le long des fleuves Capibarbe et Tejipió. Sa modernisation est permise par la construction de lignes de chemins de fer, dont le tracé est aujourd'hui parallèle à la chaussée qui mène à l'aéroport (Avenida Mascarenhas de Moraes ou Imbiribeira). Le chemin de fer de Recife permet ainsi à la production brésilienne de rester relativement compétitive avec celle de Cuba, qui construit de nombreux chemins de fer à la même époque.
La ligne ferroviaire fut importante pour défricher, par étapes, l'arrière-pays du Pernambouc. Elle rendit possible une forte croissance économique, car le commerce augmenta, pas seulement pour le sucre. L'activité économique agricole de la ville de Gravatá, située sur le chemin de fer, à 75 km  de la capitale de l'État, Recife se diversifia (ananas, maïs, coton, pomme de terre, tomate, mandarine, haricot, banane, manioc, fraise).